# Ferdinand Hirscher

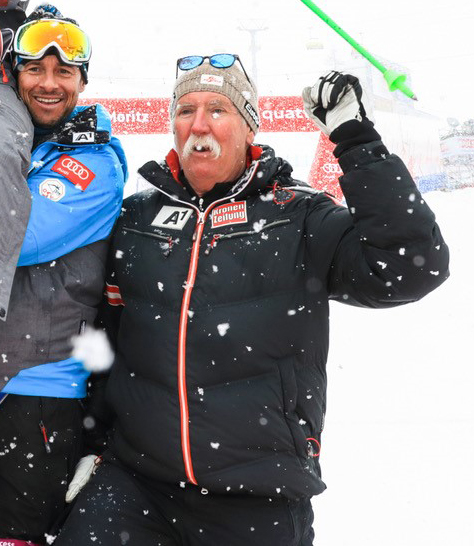
Hirscher (rechts) mit Josef Percht bei der Ski-WM 2017

Ferdinand „Ferdl“ Hirscher (* 11. August 1955 in Annaberg, Salzburg) ist ein österreichischer Skischulbetreiber und Alpinskitrainer sowie ehemaliger Bergführer und Hüttenwirt. Er ist der Vater des mehrfachen Gesamtweltcupsiegers, Weltmeisters und Olympiasiegers Marcel Hirscher.

## Biografie

### Skilehrer und Hüttenwirt
Ferdinand Hirscher wuchs in Annaberg im Lammertal auf, wo er anfangs als Skilehrer und Holzfäller arbeitete. Bei einer winterlichen Autopanne lernte er seine aus Den Haag stammende Frau Sylvia kennen. Der erste gemeinsam Sohn Marcel wurde 1989 geboren. Bruder Leon kam 1996 zur Welt. 1989 übernahm Hirscher die Pacht der auf 1467 m ü. A. am Gosaukamm gelegenen Stuhlalm, die er 14 Sommer lang als Hüttenwirt betreute. Daneben engagierte er sich als Bergführer, während er im Winter weiterhin als Skilehrer wirkte. Er ist Mitbesitzer einer Annaberger Skischule im Skigebiet Dachstein-West, in der auch seine Frau als Skilehrerin aktiv ist.

### Rennsport
In seiner Jugend war Hirscher selbst Skirennläufer und maß sich unter anderem mit dem späteren Europacup-Sieger und Profi-Weltmeister Werner Herzog. Aufgrund des finanziellen Risikos entschied er sich jedoch gegen eine eigene Karriere als Profisportler in den USA.
Zwischen März 1999 und April 2004 bestritt er in Österreich einige Rennen des FIS Masters Cup.
Internationale Bekanntheit erlangte Hirscher als Betreuer seines höchst erfolgreichen Sohnes Marcel, der mit dem Gewinn des Gesamtweltcups 2011/12 erstmals größere Aufmerksamkeit erregte. Sein jüngerer Sohn Leon musste wegen einer Hüftkrankheit auf das Rennfahren verzichten. Ferdinand nahm im Team von Marcel Hirscher, das abseits des Österreichischen Skiverbandes (ÖSV) aufgestellt war, eine wichtige Rolle ein. Er gilt als akribischer „Tüftler“, der aktiv an der Materialabstimmung mitwirkte, indem er die Ski seines Sohnes regelmäßig selbst ausprobierte. So war er bei den meisten Rennen als Streckenposten anwesend und versorgte den erfolgreichen Sportler telefonisch mit Informationen über die vorherrschenden Bedingungen. Weil Ferdinand Hirscher unter Flugangst leidet, konnte er seinen Sohn nicht zu den Olympischen Winterspielen 2014 nach Sotschi, zu den Weltmeisterschaften 2015 nach Vail oder zu den Olympischen Spielen 2018 nach Pyeongchang begleiten. Dennoch anwesend war er bei den Spielen 2010 in Vancouver.
Neben seiner Tätigkeit als Skibetreuer trainierte er den späteren Motocross-Weltmeister in der Klasse MX3/650 und Rallye-Dakar-Sieger Matthias Walkner.
Im November 2013 nannte Marcel Hirscher das Rentier, das er für seinen Sieg im Weltcup-Slalom von Levi gewonnen hatte, nach seinem Vater „Ferdl“.
Optisches Markenzeichen von Ferdinand Hirscher ist sein markanter Schnauzbart.

## Auszeichnungen
- 2013: Salzburgs Trainer des Jahres (Leonidas Gala der Salzburger Nachrichten)